# Comisión Federal de Comunicaciones
La Comisión Federal de Comunicaciones ( en inglés: Federal Communications Commission, FCC) es una agencia federal independiente de Estados Unidos bajo responsabilidad directa del Congreso. La FCC fue creada en 1934 con la Ley de Comunicaciones y es la encargada de la regulación (incluyendo censura) de telecomunicaciones interestatales e internacionales por radio, televisión, redes inalámbricas, teléfonos, satélite y cable. La FCC otorga licencias a las estaciones transmisoras de radio y televisión, asigna frecuencias de radio y vela por el cumplimiento de las reglas creadas para garantizar que las tarifas de los servicios por cable sean razonables. La FCC regula los servicios de transmisión comunes, por ejemplo, las compañías de teléfonos y telégrafos, así como a los proveedores de servicios de telecomunicaciones inalámbricas. La jurisdicción de la FCC cubre los 50 estados, el distrito de Columbia y las posesiones de Estados Unidos.
Desde 1977 también se encarga de la elaboración de normativas de compatibilidad electromagnética, en lo que se refiere a productos electrónicos para el consumidor; es muy habitual ver en etiquetas, placas o manuales de muchos aparatos eléctricos de todo el mundo el símbolo de la FCC y la declaración de conformidad del fabricante hacia sus especificaciones, que suponen una limitación de las posibles emisiones electromagnéticas del aparato, para reducir en lo posible las interferencias electromagnéticas dañinas, en principio en sistemas de comunicaciones.

## Organización
La FCC está formada por cinco comisarios (antes eran siete, pero redujeron el número por recortes de presupuesto) designados por el Presidente y confirmados por el Senado para cinco años, excepto el caso de completar un periodo inconcluso. El Presidente del país designa presidente de la FCC a uno de los comisarios. Como mucho tres comisarios pueden ser miembros del mismo partido político. Ninguno de ellos puede tener interés financiero alguno en cualquier negocio relacionado.
Como máxima autoridad de la Comisión, el presidente delega la gerencia y la responsabilidad administrativa al director gerente. Los comisarios supervisan todas las actividades de la FCC, delegando responsabilidades a las unidades de personal y oficinas.

## Historia y críticas
La FCC ha resultado de dudosa validez como organismo regulador que favorezca el pluralismo del mercado de los medios de comunicación, especialmente durante el gobierno de George W. Bush. En el año 2003, la FCC propuso un paquete de medidas para regular la Telecommunication Act, ley del año 1996 que no permitía la posesión de más del 45% de una cadena de televisión. Pero esta regulación se modifica cuando la FOX aspiraba pasar totalmente a manos de News Corp, propiedad de Rupert Murdoch. Entonces se vota dicho paquete de medidas con el voto favorable de tres comisionados republicanos (conocidos amigos de Murdoch), entre ellos Michael Powell, precisamente quien por entonces era secretario de defensa de George Bush, e hijo de Colin Powell.